# 山岡町立山岡西中学校
山岡町立山岡西中学校（やまおかちょうりつ　やまおかにしちゅうがっこう）は、かつて岐阜県恵那郡山岡町（現・恵那市）に存在した公立中学校。

## 概要
- 恵那郡山岡町の西部（旧・鶴岡村）が校区であった。1958年山岡東中学校と統合し、山岡町立山岡中学校の新設により廃校。

## 沿革
- 1947年（昭和22年）4月1日 - 恵那郡鶴岡村に鶴岡村立鶴岡中学校として開校。校舎は鶴岡村立鶴岡小学校の校舎の西半分の1階を使用。
- 1949年（昭和24年）4月 - 女子の高等教育機関として、鶴岡中学校内に村立鶴岡家政学園を設置。
- 1950年（昭和25年）4月 - 鶴岡家政学園が旧・役場に移転。
- 1955年（昭和30年）
  - 3月1日 - 遠山村と鶴岡村が合併し、山岡町が発足。同時に山岡町立山岡西中学校に改称する。
  - 3月31日 - 鶴岡家政学園を廃止。
- 1958年（昭和33年）3月 - 山岡町立山岡東中学校と統合し、山岡町立山岡中学校の新設により廃校。